# BK Slovan Bratislava
BK Slovan Bratislava (celým názvem: Basketbalový klub Slovan Bratislava) je slovenský basketbalový klub, který sídlí v Bratislavě ve stejnojmenném kraji. Dříve v klubu působil mužský oddíl, který se stal v letech 1940 a 1941 mistrem Slovenska. V moderní době jsou aktivní pouze ženská a dívčí družstva. Ženský oddíl hraje od sezóny 2013/14 ve slovenské nejvyšší basketbalové soutěži žen. Klubové barvy jsou světle modrá a bílá.
Basketbalový Slovan byl založen v roce 1940. Mužský oddíl dosahoval úspěchů hned ve svých počátcích, dvojnásobný triumf v raných slovenských soutěžích je toho důkazem. Poslední účast mužského oddílu v nejvyšší soutěže se datuje do sezóny 1968/69. Oddíl poté zaniká v následujících letech. Ženský oddíl největších úspěchů dosahoval v sedmdesátých letech dvacátého století, kdy patřil ke každoročním medailovým aspirantům. Mistrem Československa a nebo později Slovenska se však nikdy nestal. Na mezinárodní scéně je největším úspěchem ženského oddílu dosáhnutí finálové zápasu v prestižní evropské soutěži poháru Liliany Ronchettiové v sezóně 1977/78. Ve zmiňovaném finále podlehl Slovan bulharskému Levski Sofia o jeden jediný bod poměrem 49:50.
Své domácí zápasy odehrává ve sportovní hale Dom športu.

## Historické názvy
Zdroj: 
- 1940 – ŠK Bratislava (Športový klub Bratislava)
- 1948 – Sokol NV Bratislava (Sokol Národný výbor Bratislava)
- 1953 – TJ Slovan ÚNV Bratislava (Telovýchovná jednota Slovan Ústredný národný výbor Bratislava)
- 1961 – TJ Slovan CHZJD Bratislava (Telovýchovná jednota Slovan Chemické závody Juraja Dimitrova Bratislava)
- 1990 – ŠK Slovan Bratislava (Športový klub Slovan Bratislava)
- 1997 – ŠK Slovan JOPA Bratislava (Športový klub Slovan JOPA Bratislava)
- 2003 – ŠK Slovan La Futura Bratislava (Športový klub Slovan La Futura Bratislava)
- 2005 – zánik[7]
- 2006 – obnovena činnost pod názvem BK Slovan Bratislava (Basketbalový klub Slovan Bratislava)[2]

## Umístění v jednotlivých sezonách

### Umístění mužů
Zdroj: 
Legenda: ZČ – základní část, červené podbarvení – sestup, zelené podbarvení – postup, fialové podbarvení – reorganizace, změna skupiny či soutěže
| Slovensko (1939 – 1945)      |                                               |                                               |                                               |                                               |                                               |
| Sezóna                       | Název v ročníku                               | Úroveň                                        | Soutěž                                        | ZČ                                            | Play-off                                      |
| 1939/40                      | ŠK Bratislava                                 | 1. úroveň                                     | Slovenská liga                                | 1. místo                                      |                                               |
| 1940/41                      | ŠK Bratislava                                 | 1. úroveň                                     | Slovenská liga                                | 1. místo                                      |                                               |
| …                            |                                               |                                               |                                               |                                               |                                               |
| Československo (1945 – 1969) |                                               |                                               |                                               |                                               |                                               |
| Sezóna                       | Název v ročníku                               | Úroveň                                        | Soutěž                                        | ZČ                                            | Play-off                                      |
| 1945/46                      | ŠK Bratislava                                 | 1. úroveň                                     | Státní liga (ČSR)                             | 3. místo                                      |                                               |
| 1946/47                      | ŠK Bratislava                                 | 1. úroveň                                     | Státní liga                                   | 4. místo                                      |                                               |
| 1947/48                      | ŠK Bratislava                                 | 1. úroveň                                     | Státní liga                                   | 4. místo                                      |                                               |
| 1948/49                      | Sokol NV Bratislava                           | 1. úroveň                                     | Státní liga                                   | 4. místo                                      |                                               |
| 1949/50                      | Sokol NV Bratislava                           | 1. úroveň                                     | Státní liga                                   | 4. místo                                      |                                               |
| 1950/51                      | Sokol NV Bratislava                           | 1. úroveň                                     | Státní liga                                   | 4. místo                                      |                                               |
| 1951                         | Sokol NV Bratislava                           | 1. úroveň                                     | Mistrovství ČSR                               | 8. místo                                      | Sestup                                        |
| …                            |                                               |                                               |                                               |                                               |                                               |
| 1953                         | TJ Slovan ÚNV Bratislava                      | 1. úroveň                                     | Mistrovství ČSR                               | 4. místo                                      |                                               |
| 1953/54                      | TJ Slovan ÚNV Bratislava                      | 1. úroveň                                     | Přebor ČSR                                    | 3. místo                                      |                                               |
| 1954/55                      | TJ Slovan ÚNV Bratislava                      | 1. úroveň                                     | Přebor ČSR                                    | 7. místo                                      |                                               |
| 1955/56                      | TJ Slovan ÚNV Bratislava                      | 1. úroveň                                     | 1. liga                                       | 9. místo                                      | Sestup                                        |
| …                            |                                               |                                               |                                               |                                               |                                               |
| 1958/59                      | TJ Slovan ÚNV Bratislava                      | 1. úroveň                                     | 1. liga                                       | 8. místo                                      |                                               |
| 1959/60                      | TJ Slovan ÚNV Bratislava                      | 1. úroveň                                     | 1. liga                                       | 6. místo                                      |                                               |
| 1960/61                      | TJ Slovan ÚNV Bratislava                      | 1. úroveň                                     | 1. liga                                       | 6. místo                                      |                                               |
| 1961/62                      | TJ Slovan CHZJD Bratislava                    | 1. úroveň                                     | 1. liga                                       | 14. místo                                     | Sestup                                        |
| …                            |                                               |                                               |                                               |                                               |                                               |
| 1963/64                      | TJ Slovan CHZJD Bratislava                    | 1. úroveň                                     | 1. liga                                       | 10. místo                                     |                                               |
| 1964/65                      | TJ Slovan CHZJD Bratislava                    | 1. úroveň                                     | 1. liga                                       | 7. místo                                      |                                               |
| 1965/66                      | TJ Slovan CHZJD Bratislava                    | 1. úroveň                                     | 1. liga                                       | 10. místo                                     | Sestup                                        |
| …                            |                                               |                                               |                                               |                                               |                                               |
| 1967/68                      | TJ Slovan CHZJD Bratislava                    | 1. úroveň                                     | 1. liga                                       | 8. místo                                      |                                               |
| 1968/69                      | TJ Slovan CHZJD Bratislava                    | 1. úroveň                                     | 1. liga                                       | 11. místo                                     | Sestup                                        |
| …                            |                                               |                                               |                                               |                                               |                                               |
| Pozn.:                       | Družstvo mužů zaniklo v následujících letech. | Družstvo mužů zaniklo v následujících letech. | Družstvo mužů zaniklo v následujících letech. | Družstvo mužů zaniklo v následujících letech. | Družstvo mužů zaniklo v následujících letech. |

### Umístění žen
Zdroj: 
Legenda: ZČ – základní část, červené podbarvení – sestup, zelené podbarvení – postup, fialové podbarvení – reorganizace, změna skupiny či soutěže
| Československo (1945 – 1993) | | | | | |
| Sezóna                       | Název v ročníku                                                                                                | Úroveň | Soutěž | ZČ | Play-off |
| 1945/46                      | ŠK Bratislava                                                                                                  | 1. úroveň | Státní liga | 4. místo | |
| …                            | | | | | |
| 1953/54                      | TJ Slovan ÚNV Bratislava                                                                                       | 1. úroveň | Mistrovství ČSR                                                                                                | 5. místo | |
| 1954/55                      | TJ Slovan ÚNV Bratislava                                                                                       | 1. úroveň | Mistrovství ČSR                                                                                                | 3. místo | |
| 1955/56                      | TJ Slovan ÚNV Bratislava                                                                                       | 1. úroveň | 1. liga | 4. místo | |
| 1956/57                      | TJ Slovan ÚNV Bratislava                                                                                       | 1. úroveň | 1. liga | 6. místo | |
| 1957/58                      | TJ Slovan ÚNV Bratislava                                                                                       | 1. úroveň | 1. liga | 4. místo | |
| 1958/59                      | TJ Slovan ÚNV Bratislava                                                                                       | 1. úroveň | 1. liga | 4. místo | |
| 1959/60                      | TJ Slovan ÚNV Bratislava                                                                                       | 1. úroveň | 1. liga | 5. místo | |
| 1960/61                      | TJ Slovan ÚNV Bratislava                                                                                       | 1. úroveň | 1. liga | 6. místo | |
| 1961/62                      | TJ Slovan CHZJD Bratislava                                                                                     | 1. úroveň | 1. liga | 4. místo | |
| 1962/63                      | TJ Slovan CHZJD Bratislava                                                                                     | 1. úroveň | 1. liga | 6. místo | |
| 1963/64                      | TJ Slovan CHZJD Bratislava                                                                                     | 1. úroveň | 1. liga | 7. místo | |
| 1964/65                      | TJ Slovan CHZJD Bratislava                                                                                     | 1. úroveň | 1. liga | 6. místo | |
| 1965/66                      | TJ Slovan CHZJD Bratislava                                                                                     | 1. úroveň | 1. liga | 4. místo | |
| 1966/67                      | TJ Slovan CHZJD Bratislava                                                                                     | 1. úroveň | 1. liga | 4. místo | |
| 1967/68                      | TJ Slovan CHZJD Bratislava                                                                                     | 1. úroveň | 1. liga | 9. místo | |
| 1968/69                      | TJ Slovan CHZJD Bratislava                                                                                     | 1. úroveň | 1. liga | 8. místo | |
| 1969/70                      | TJ Slovan CHZJD Bratislava                                                                                     | 1. úroveň | 1. liga | 7. místo | |
| 1970/71                      | TJ Slovan CHZJD Bratislava                                                                                     | 1. úroveň | 1. liga | 4. místo | |
| 1971/72                      | TJ Slovan CHZJD Bratislava                                                                                     | 1. úroveň | 1. liga | 3. místo | |
| 1972/73                      | TJ Slovan CHZJD Bratislava                                                                                     | 1. úroveň | 1. liga | 4. místo | |
| 1973/74                      | TJ Slovan CHZJD Bratislava                                                                                     | 1. úroveň | 1. liga | 5. místo | |
| 1974/75                      | TJ Slovan CHZJD Bratislava                                                                                     | 1. úroveň | 1. liga | 5. místo | |
| 1975/76                      | TJ Slovan CHZJD Bratislava                                                                                     | 1. úroveň | 1. liga | 3. místo | |
| 1976/77                      | TJ Slovan CHZJD Bratislava                                                                                     | 1. úroveň | 1. liga | 3. místo | |
| 1977/78                      | TJ Slovan CHZJD Bratislava                                                                                     | 1. úroveň | 1. liga | 3. místo | |
| 1978/79                      | TJ Slovan CHZJD Bratislava                                                                                     | 1. úroveň | 1. liga | 2. místo | |
| 1979/80                      | TJ Slovan CHZJD Bratislava                                                                                     | 1. úroveň | 1. liga | 4. místo | |
| 1980/81                      | TJ Slovan CHZJD Bratislava                                                                                     | 1. úroveň | 1. liga | 4. místo | |
| 1981/82                      | TJ Slovan CHZJD Bratislava                                                                                     | 1. úroveň | 1. liga | 6. místo | |
| 1982/83                      | TJ Slovan CHZJD Bratislava                                                                                     | 1. úroveň | 1. liga | 5. místo | |
| 1983/84                      | TJ Slovan CHZJD Bratislava                                                                                     | 1. úroveň | 1. liga | 3. místo | Zápas o 3. místo (výhra)                                                                                       |
| 1984/85                      | TJ Slovan CHZJD Bratislava                                                                                     | 1. úroveň | 1. liga | 2. místo | Finále |
| 1985/86                      | TJ Slovan CHZJD Bratislava                                                                                     | 1. úroveň | 1. liga | ?. místo | |
| 1986/87                      | TJ Slovan CHZJD Bratislava                                                                                     | 1. úroveň | 1. liga | ?. místo | |
| 1987/88                      | TJ Slovan CHZJD Bratislava                                                                                     | 1. úroveň | 1. liga | ?. místo | Zápas o 3. místo (prohra)                                                                                      |
| 1988/89                      | TJ Slovan CHZJD Bratislava                                                                                     | 1. úroveň | 1. liga | ?. místo | |
| 1989/90                      | TJ Slovan CHZJD Bratislava                                                                                     | 1. úroveň | 1. liga | ?. místo | |
| 1990/91                      | ŠK Slovan Bratislava                                                                                           | 1. úroveň | 1. liga | ?. místo | |
| 1991/92                      | ŠK Slovan Bratislava                                                                                           | 1. úroveň | 1. liga | ?. místo | |
| 1992/93                      | ŠK Slovan Bratislava                                                                                           | 1. úroveň | 1. liga | ?. místo | |
| Slovensko (1993 – )          | | | | | |
| Sezóna                       | Název v ročníku                                                                                                | Úroveň | Soutěž | ZČ | Play-off |
| 1993                         | ŠK Slovan Bratislava                                                                                           | 1. úroveň | 1. liga (SR)                                                                                                   | ?. místo | |
| 1993/94                      | ŠK Slovan Bratislava                                                                                           | 1. úroveň | 1. liga | ?. místo | |
| 1994/95                      | ŠK Slovan Bratislava                                                                                           | 1. úroveň | 1. liga | 3. místo | Zápas o 3. místo (prohra)                                                                                      |
| 1995/96                      | ŠK Slovan Bratislava                                                                                           | 1. úroveň | 1. liga | ?. místo | |
| 1996/97                      | ŠK Slovan Bratislava                                                                                           | 1. úroveň | 1. liga | ?. místo | Zápas o 3. místo (výhra)                                                                                       |
| 1997/98                      | ŠK Slovan JOPA Bratislava                                                                                      | 1. úroveň | 1. liga | 6. místo | Finále |
| 1998/99                      | ŠK Slovan JOPA Bratislava                                                                                      | 1. úroveň | 1. liga | 5. místo | |
| 1999/00                      | ŠK Slovan JOPA Bratislava                                                                                      | 1. úroveň | 1. liga | 6. místo | Zápas o 5. místo (výhra)                                                                                       |
| 2000/01                      | ŠK Slovan JOPA Bratislava                                                                                      | 1. úroveň | 1. liga | 3. místo | Finále |
| 2001/02                      | ŠK Slovan JOPA Bratislava                                                                                      | 1. úroveň | 1. liga | 2. místo | Finále |
| 2002/03                      | ŠK Slovan JOPA Bratislava                                                                                      | 1. úroveň | 1. liga | 4. místo | Zápas o 3. místo (prohra)                                                                                      |
| 2003/04                      | ŠK Slovan La Futura Bratislava                                                                                 | 1. úroveň | Extraliga | 5. místo | Play-out (1. místo)                                                                                            |
| 2004/05                      | ŠK Slovan La Futura Bratislava                                                                                 | 1. úroveň | Extraliga | 8. místo | Play-out (3. místo); po sezóně zánik                                                                           |
| Pozn.:                       | V sezóně 2005/06 byl klub neaktivní. V roce 2006 pak byla odkoupena licence na extraligu od béčka Ružomberoku. | V sezóně 2005/06 byl klub neaktivní. V roce 2006 pak byla odkoupena licence na extraligu od béčka Ružomberoku. | V sezóně 2005/06 byl klub neaktivní. V roce 2006 pak byla odkoupena licence na extraligu od béčka Ružomberoku. | V sezóně 2005/06 byl klub neaktivní. V roce 2006 pak byla odkoupena licence na extraligu od béčka Ružomberoku. | V sezóně 2005/06 byl klub neaktivní. V roce 2006 pak byla odkoupena licence na extraligu od béčka Ružomberoku. |
| 2006/07                      | BK Slovan Bratislava                                                                                           | 1. úroveň | Extraliga | 9. místo | Play-out (3. místo)                                                                                            |
| 2007/08                      | BK Slovan Bratislava                                                                                           | 1. úroveň | Extraliga | 9. místo | Play-out (3. místo)                                                                                            |
| 2008/09                      | BK Slovan Bratislava                                                                                           | 1. úroveň | Extraliga | 7. místo | Play-out (1. místo)                                                                                            |
| 2009/10                      | BK Slovan Bratislava                                                                                           | 1. úroveň | Extraliga | 9. místo | Play-out (3. místo)                                                                                            |
| 2010/11                      | BK Slovan Bratislava                                                                                           | 1. úroveň | Extraliga | 8. místo | Play-out (3. místo); sestup                                                                                    |
| 2011/12                      | BK Slovan Bratislava                                                                                           | 2. úroveň | 1. liga – sk. Západ                                                                                            | 6. místo | |
| 2012/13                      | BK Slovan Bratislava                                                                                           | 2. úroveň | 1. liga – sk. Západ                                                                                            | 1. místo | Finále (výhra); postup                                                                                         |
| 2013/14                      | BK Slovan Bratislava                                                                                           | 1. úroveň | Extraliga | 6. místo | Zápas o 5. místo (výhra)                                                                                       |
| 2014/15                      | BK Slovan Bratislava                                                                                           | 1. úroveň | Extraliga | 6. místo | Čtvrtfinále |
| 2015/16                      | BK Slovan Bratislava                                                                                           | 1. úroveň | Extraliga | 5. místo | Zápas o 7. místo (výhra)                                                                                       |
| 2016/17                      | BK Slovan Bratislava                                                                                           | 1. úroveň | Extraliga | 8. místo | Zápas o 7. místo (výhra)                                                                                       |
| 2017/18                      | BK Slovan Bratislava                                                                                           | 1. úroveň | Extraliga | 8. místo | Zápas o 7. místo (prohra)                                                                                      |
| 2018/19                      | BK Slovan Bratislava                                                                                           | 1. úroveň | Extraliga | | |

## Účast v mezinárodních pohárech
Zdroj: 
| Výkonnostní úrovně                                                              |
| superpohár – Superpohár v basketbalu žen                                        |
| 1. výkonnostní úroveň – Pohár mistrů evropských zemí, Euroliga v basketbalu žen |
| 2. výkonnostní úroveň – Pohár Ronchettiové, EuroCup v basketbalu žen            |

Legenda: EL – Euroliga v basketbalu žen, PMEZ – Pohár mistrů evropských zemí, EC – EuroCup v basketbalu žen, SP – Superpohár v basketbalu žen, PR – Pohár Ronchettiové
- PR 1977/78 – Finále
- PR 1978/79 – Semifinále
- PR 1984/85 – 2. předkolo
- PR 1985/86 – 1. předkolo
- PR 1993/94 – 3. předkolo
- PR 1995/96 – Základní skupina C (4. místo)
- PR 1997/98 – Základní skupina B (3. místo)